# Вармаз'яр (Урмія)
Вармаз'яр (перс. ورمزیار) — село в Ірані, входить до складу дехестану Барандуз у Центральному бахші шахрестану Урмія провінції Західний Азербайджан.